# 10355 Kojiroharada
A 10355 Kojiroharada (ideiglenes jelöléssel 1993 EQ) a Naprendszer kisbolygóövében található aszteroida. K. Endate és Vatanabe Kazuró fedezte fel 1993. március 15-én.